# 알하지 카마라
알하지 카마라(영어: Alhaji Kamara, 1994년 4월 16일 ~ )는 시에라리온의 프로 축구 선수로, 덴마크 수페르리가 클럽 미트윌란에서 임대되어 포르투갈 클럽 마프라와 시에라리온 국가대표팀에서 공격수로 활약하고 있다.

## 구단 경력

### 노르셰핑
2014년 시즌을 앞두고 그는 노르셰핑과 계약하여 첫 시즌 동안 핵심 선수로 자리매김했다. 2015년 3월 31일, 카마라는 노르셰핑으로부터 말레이시아 슈퍼리그 챔피언 조호르 다룰 타짐으로 임대되었다.
그러나 2015년 7월에 임대가 취소되었다. 그는 노르셰핑으로 돌아와 팀이 리그에서 우승할 때 14번 출전했다.

### DC 유나이티드
카마라는 2016년 5월 11일, DC 유나이티드와 계약했다. 카마라는 칠드런즈 머시 파크에서 열린 스포팅 캔자스시티와의 경기에 출전한 지 몇 초 만에 DC 유나이티드 데뷔 전에서 첫 터치로 골을 넣었다. 그의 골은 DC 유나이티드가 1-0으로 승리할 때의 차이였다. 2017년 5월 27일, DC 유나이티드의 USL 계열사인 리치먼드 키커스에서 해트트릭을 기록했다.

### 알타아원
2017년 6월 23일, 카마라는 사우디아라비아 클럽 알타아원과 계약을 체결했다.

### 벤쉬셀
클럽에서 1년을 보낸 후, 그는 2019년 2월 19일, 덴마크 수페르리가 클럽 벤쉬셀로 이적했다.

### 라네르스
2019년 5월 15일, 카마라가 2019-20년 시즌 자유 이적으로 라네르스에 합류할 것이 확정되었다.

### 미트윌란
2024년 2월 1일, 카마라는 미트윌란과 2년 계약을 체결했다. 미트윌란 유니폼을 입고 단 4경기 만에 클럽은 2024년 9월 2일, 카마라가 2024-25년 시즌을 위해 포르투갈 클럽 마프라와 임대 계약을 맺었다고 확인했다.

## 국가대표팀 경력
카마라는 2012년 2월 29일, 상투메 프린시페와의 경기에서 시에라리온 국가대표팀으로 첫 선발 출전을 기념했다. 그는 곧바로 첫 골을 넣으며 두각을 나타냈지만, 팀이 두 골 대 1로 패배하는 것을 막지 못했다.
2015년 10월 13일, 그는 차드를 상대로 두 번째 골을 넣었다. 이 경기는 2-1로 승리하며 2018년 FIFA 월드컵 예선 전의 일부가 되었다. 그 후 그는 5년 동안 선발 명단에 포함되지 않았다. 복귀를 위해 2020년 11월 13일, 그는 나이지리아를 상대로 더블을 기록하며 팀이 4-4 동점을 만들 수 있도록 허용했다.
2022년 1월, 카마라는 존 케이스터 감독에 의해 2021년 아프리카 네이션스컵에 참가할 선수로 선정되었다.

## 사생활
2016년 2월, 카마라가 프로 선수 생활을 마감할 수 있는 잠재적인 심장 질환을 앓고 있다는 보도가 있었고, 이로 인해 축구 선수 생활이 무기한 중단되었다.  카마라는 메드스타 조지타운 대학교 병원의 전문의인 MLS 심장 전문의 매튜 마르티네즈의 평가를 받았다.  엄격한 검사 후, 카마라의 상태가 위협적이지 않다는 결론이 내려졌고, 그는 의학적으로 프로 선수 생활을 재개할 수 있는 자격을 얻었다. 이후 그는 메이저 리그 사커의 D.C. 유나이티드에 합류하여 매 시즌이 끝날 때마다 예방 의학 검사를 받기로 합의했다.